# 鹅湖山
鹅湖山是位於中華人民共和國江西省上饒市鉛山縣東部的一座山，為武夷山系支脈。山上有著名景點鵝湖書院。王駕的《社日》對鵝湖山有所描寫。鹅湖山是鵝湖之會的舉辦地點。辛棄疾和陳亮也曾來鵝湖山相聚。目前鵝湖山及周邊被闢為面積13.8公里的鵝湖山國家森林公園。